# فاليرس ليه غراندس
فاليرس ليه غراندس (بالفرنسية: Vallières-les-Grandes)‏ هي بلدية تقع في فرنسا في Canton of Montrichard.[بحاجة لمصدر] يقدر عدد سكانها بـ 610 نسمة ومساحتها 40.75 كم2 وترتفع عن سطح البحر 100 متر.